# Abstatt
Abstatt – miejscowość i gmina w Niemczech, w kraju związkowym Badenia-Wirtembergia, w rejencji Stuttgart, w regionie Heilbronn-Franken, w powiecie Heilbronn, wchodzi w skład związku gmin Schozach-Bottwartal. Leży ok. 10 km na południe od Heilbronn, przy autostradzie A81.

## Galeria

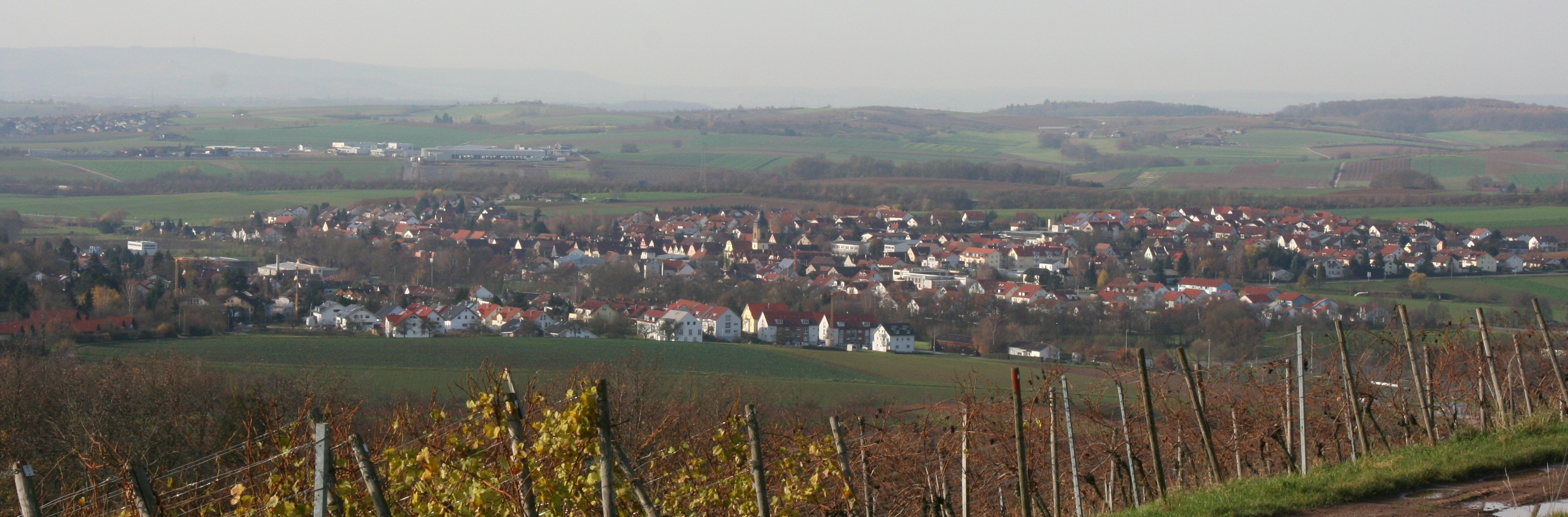
Abstatt
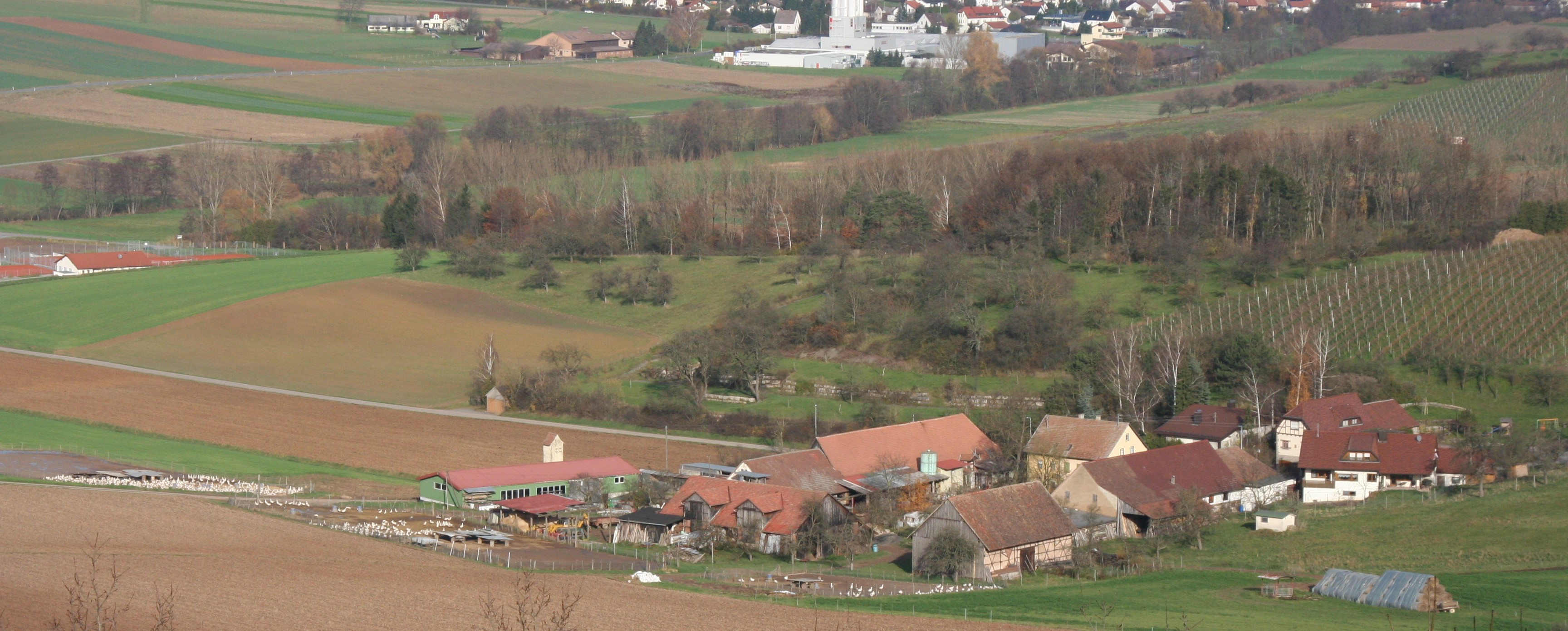
Osiedle Vohenlohe
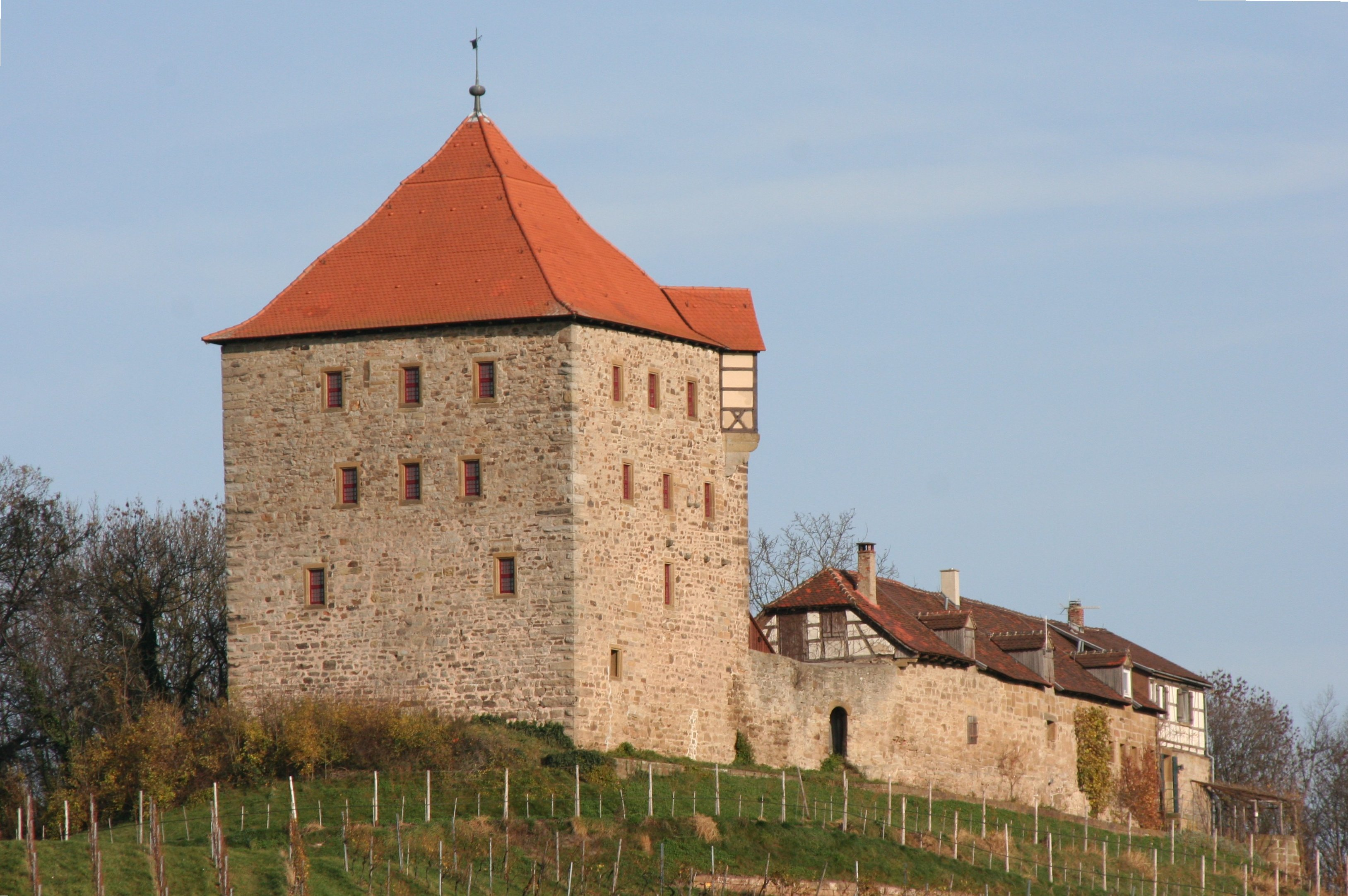
Zamek Wildeck